# Michael York (Hockeyspieler)
Michael John York (* 16. Oktober 1967 in Tamworth) ist ein ehemaliger australischer Hockeyspieler, der mit der Australischen Hockeynationalmannschaft 1992 Olympiazweiter sowie 1996 und 2000 Olympiadritter war.

## Sportliche Karriere
Michael York trat in 281 Länderspielen für Australien an und erzielte 10 Tore.
Bei seiner ersten Olympiateilnahme 1988 in Seoul war York noch kein Stammspieler und wurde nur in den beiden Vorrundenspielen gegen die Argentinier und gegen die Spanier eingesetzt. Die Australier belegten am Ende des Turniers den vierten Platz. In den Jahren danach gehörte York als Defensivspieler fest zur Nationalmannschaft, die mit ihm bei der Champions Trophy 1989 und 1990 gewann. Weitere Siege gelangen den Australiern 1993 und 1999.
Bei den Olympischen Spielen 1992 in Barcelona siegten die Australier in vier Spielen der Vorrunde und spielten gegen die Deutschen unentschieden. Nach ihrem Halbfinalsieg über die britische Olympiaauswahl trafen die Australier im Finale wieder auf die deutsche Mannschaft und unterlagen mit 1:2. Vier Jahre später bei den Olympischen Spielen 1996 in Atlanta qualifizierten sich die Australier trotz einer Vorrundenniederlage gegen die Niederländer für das Halbfinale. Nach der Halbfinalniederlage gegen die Spanier trafen die Australier im Spiel um Bronze auf die Deutschen und gewannen mit 3:2.
1998 fanden in Kuala Lumpur die Commonwealth Games statt, im Finale siegten die Australier mit 4:0 gegen die Auswahl Malaysias. Zum Abschluss seiner Karriere nahm York 2000 in Sydney zum vierten Mal an Olympischen Spielen teil. Die Australier gewannen ihre Vorrundengruppe mit drei Siegen und zwei Unentschieden. Im Halbfinale gegen die Niederländer stand es am Ende 0:0 und durch Penaltyschießen erreichten die Niederländer das Finale. Die Australier siegten im Kampf um Bronze gegen die pakistanische Mannschaft mit 6:3.